# Курмыш (Пильнинский район)
Курмы́ш — бывший уездный город, ныне село в Пильнинском районе Нижегородской области, административный центр Курмышского сельсовета. Расположено у границы с Чувашской Республикой на левом берегу реки Суры при впадении в неё реки Курмышка, в 180 км от Нижнего Новгорода.

## История
Курмыш — первый русский город Присурского края — основан в 1372 году, когда князь Борис Константинович распорядился «постави город на Суре Курмыш нарече» (что означает по-чувашски «хутор»). Таким образом, Курмыш старше многих городов Среднего Поволжья, а в Нижегородской области уступает по возрасту только Городцу и Нижнему Новгороду. Упоминается в летописном «Списке русских городов дальних и ближних».
С усилением Казанского царства Курмышская крепость приобрела стратегически важное значение как одна из пограничных с казанскими землями крепостей, первой принимавшая на себя удары восточных соседей Руси. С 26 августа по 1 октября 1445 года в Курмыше одновременно находились пленённый московский государь Василий Васильевич и победивший его казанский хан Улу-Мухаммед (так называемое «Курмышское пленение»).

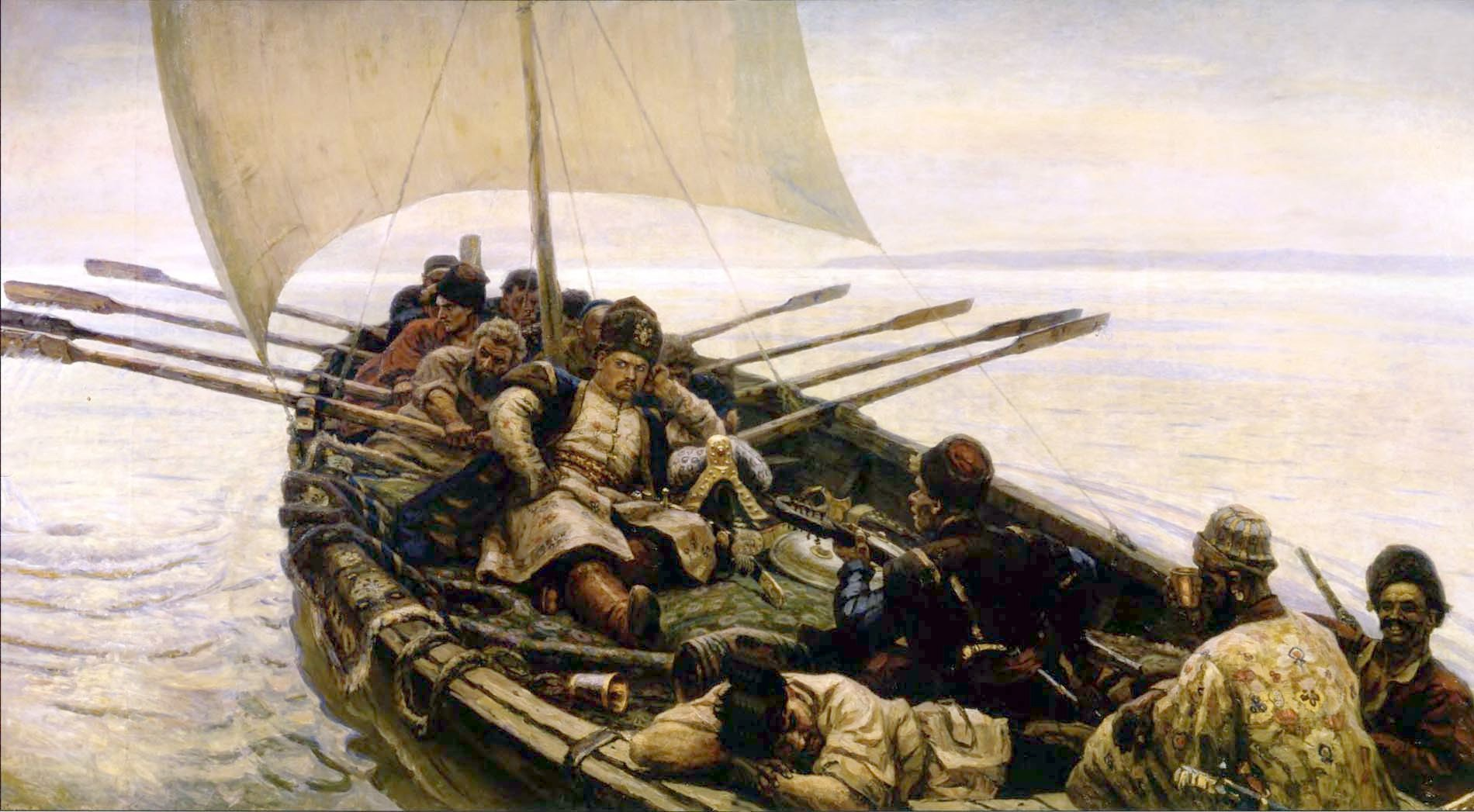
В. И. Суриков. «Степан Разин» (1908)

После покорения Казани в 1552 году Курмыш стал опорным сторожевым пунктом и наблюдателем за спокойствием присоединённых земель, а также нёс, наравне с другими окраинными городами, сторожевую, разъездную и пограничную службу. В Русском царстве вплоть до 1708 года Курмыш — уездный центр Курмышского уезда, управляемый воеводами. В 1648 году жители Курмыша основали Пушкарскую слободу в Карсуне: «Царь и Великий Князь Алексей Михайлович всеа Русии… велели Курмышским дворяном и детям боярским… и курмышским стрельцом запасы свои и конские вести в Корсун ныне по зимнему пути безо всякого мотчаня и класть в Корсуне в городе в огорожнях и в слободах…».
При этом гарнизон и население отличались "бунташным" нравом, не раз поддерживая крупные крестьянские восстания. Во время восстания Степана Разина с отрядом в 30 человек Курмыш посетил донской казак Максим Осипов: в сентябре 1670 г. Разин отправил его из под Симбирска для партизанской деятельности. Местные жители поддержали Осипова, перейдя на его сторону.

Однако с расширением Московского царства дальше на Восток к XVIII в. существование курмышской  деревянной крепости потеряло свое значение. В 1745 году произошёл крупный пожар, который уничтожил все строения города. «Городское укрепление состояло прежде из иррегулярного шестиугольника, объединённого валом и деревянной стеною с башнями. Но по сгорении его в 1745 году ничего не осталось, да и рвы так засыпались, что едва видны. Город в длину — 120, в ширину 90, в окружности 800 сажен…».

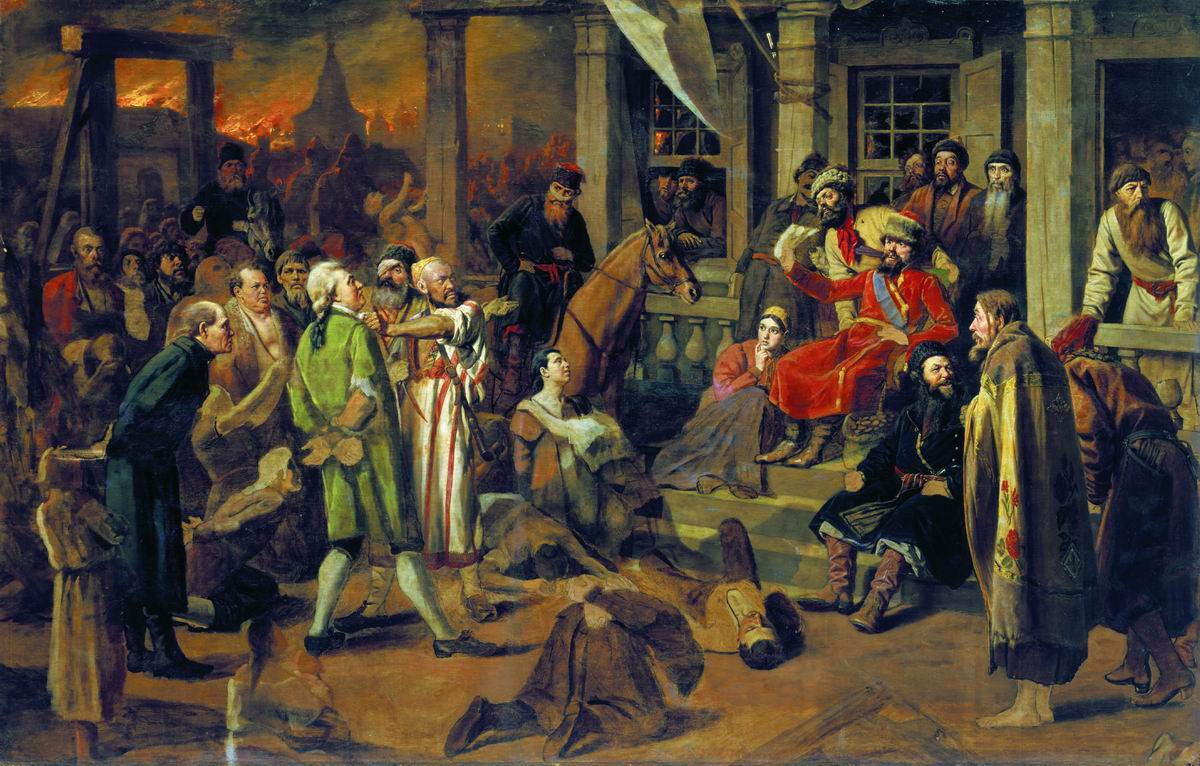
Василий Перов, «Суд Пугачёва», 1875

Во время Крестьянского восстания 1773-1775 самозванец Емельян Пугачев с войсками лично вошел в Курмыш, отступив 20 июля 1774 г. из-под Казани. Следующие несколько дней населенный пункт был занят пугачевцами. Начались публичные казни дворян и священников, был убит и начальник инвалидной команды В. Юрлов, против воли которого жители приняли самозванца. По некоторым данным в Курмыше был зачитан манифест, согласно которому глава восстания обещал отменить крепостное право в случае победы. После чтения молебна в честь Петра III, за которого выдавал себя Е. Пугачев, были освобождены заключенные местного острога. После недолгого пребывания в Курмыше, отряд отошел сначала к Алатырю, а к концу месяца к Саранску.
С 1708 по 1917 годы город Курмыш — уездный центр, управляемый земством. С 1780 по 1796 год находился в составе Симбирского наместничества, с 1796 по 1922 год — в Симбирской губернии. А. Щекатов в XVIII веке писал, что «самое большое число городских жителей составляют хлебопашеством питающиеся отпрыски стрельцов, казаков и служилых людей». Герб города от 22 декабря 1780 года следующий:
В верхней части щита герб Симбирский. В нижней — два золотые лука, положенные крестом, в зелёном поле, в знак, что прежние обыватели употребляли сие орудие с отменным проворством.
- Из топографического описания Симбирского наместничества на 1785 год: «Монастырей в нем нет. Церквей в самом городе соборных две. 1-я Успения Богородицы с приделом великомученика Георгия — деревянная. 2-я. Вновь построенная каменная Успения ж Богородицы, которая еще не освящена. 3-я. Близ крепости — Покрова Богородицы с приделом Николая чудотворца. 4-я. Рождества Богородицы с двумя приделами всех святых и евангелиста Иоанна Богослова. Обе оные церкви каменные. Да подле инвалидной слободы 5-я, во имя Святые Троицы — деревянная и при ней, 6-я Казанские Богородицы с приделом великомученника Димитрия — каменная. 7-я архистратига Михаила — деревянная[7]».
- Про Покровскую церковь: «Храм каменный построен в 1745 году купцом Василием Брюхановым. Престолов в нём два: главный (холодный) — в честь Покрова Пресвятые Богородицы и в приделе (тёплый) — во имя Святители и Чудотворца Николая»[10].
- Про Богородице-Рождественская церковь: «Храм каменный, построен в 1774 году на добровольные пожертвования. Престолов в нём три: главный (холодный) — в честь Рождества Пресвятый Богородицы и в приделах (тёплый): в правом — во имя св. Апостола и Евангелиста Иоанна Богослова и в левом — во имя Всех Святых[10]».
- Про Успенский собор: «Соборный храм каменный, построен на добровольные пожертвования в 1791 году. Престолов в нем три: главный (холодный) — в честь Успения Божией Матери и в приделах (тёплых): в одном — во имя св. великомученика Иоанна Воина, а в другом — в честь Казанской иконы Божией Матери. При соборе два приписных храма: а) градской во имя св. Тихона Задонского и б) кладбищенский. Первый храм каменный, без колокольни, возобновлен в 1863 году купцом Иваном Макаровым Раздьяконовым; престолов в нём два: главный (холодный) — во имя Святителя и Чудотворца Тихона Задонского и придельный (тёплый) — во имя св. великомученика Димитрия Солунского. Кладбищенский храм деревянный, без колокольни, первоначально был построен неизвестно кем в 1688 году; в 1862 году он тем же купцом И. М. Раздьяконовым был возобновлен и перенесен из города, где он был прежде, на кладбище; престол в нём во имя Живоначальные Троицы»[10].

В сентябре 1918-го в Курмыше произошло восстание против большевиков. Восставшие взяли город и несколько дней удерживали его. Однако подошедшие регулярные части Красной армии окружили город и взяли штурмом. После этого повстанцы оставили город. По подозрению в контрреволюционной деятельности было расстреляно около 100 человек.
Курмыш утратил статус города 6 июля 1925 года, однако с 1929 до 1957 года оставался центром одноимённого района.

## Население
По неполным данным, в 1625 году в Курмыше насчитывалось 385 служилых и приказных людей (202 стрельца и казака, 155 детей боярских, 17 иноземцев, 6 пушкарей, 4 толмача, 1 городовой приказчик), 79 посадских и монастырских бобылей, 49 посадских людей, 31 ямщик, 15 монахинь, 9 монахов, 1 игумен, 2 площадных подьячих.
На 1780 год — 407 мужчин.
По 3-й ревизии (1761): «…итого мужеска 393, женска 274 души, а по четвёртой (1781): <…> всего мужеска 595, женска 517 душ».
На 1859 год — в 335 дворах жили 766 мужчин и 757 женщин.
По переписи 1897 года всего 3 480 жителей.
| 2002 | 2010  |
| ---- | ----- |
| 1291 | ↘1037 |

## Уроженцы
В селе родились:
- русский писатель и поэт Алексей Васильевич Тимофеев (1812—1883);
- Герой Советского Союза Вадим Матвеевич Курманин (1920—1996) .